# Herbert Lehnert
Herbert Hermann Lehnert (* 19. Januar 1925 in Lübeck; † 6. Januar 2024) war ein deutsch-amerikanischer germanistischer Literaturwissenschaftler.

## Leben
Herbert Lehnert wuchs in Lübeck auf und besuchte das Katharineum zu Lübeck. Nach Teilnahme am Zweiten Weltkrieg und französischer Gefangenschaft bis 1946 studierte er deutsche Sprache und Literatur, Philosophie und Geschichte an der Universität Kiel. Hier wurde er 1952 mit einer Dissertation über George, Hofmannsthal und Rilke zum Dr. phil. promoviert. Er trat in den höheren Schuldienst ein und kam als Lehrer zurück an das Katharineum.
1957 wanderte er nach Nordamerika aus. Er lehrte zuerst an der University of Western Ontario in Kanada und ging im folgenden Jahr an die Rice University. Hier blieb er bis 1968, zuletzt ab 1966 als ordentlicher Professor. Im akademischen Jahr 1968/69 lehrte er an der University of Kansas. Ab 1969 war er Professor für Germanistik an der University of California, Irvine. 1970 führte ihn ein Gastsemester an die Harvard University. Im Jahr 1994 wurde er emeritiert.
Lehnerts besonderes Forschungsinteresse galt der Person und dem Werk von Thomas Mann. Er war Herausgeber von Essays VI 1945-1950 in der Großen Kommentierten Frankfurter Ausgabe der Werke Thomans Manns. Zuletzt veröffentlichte er 2020 Thomas Mann – die frühen Jahre. Er wurde 1973 und 1978 als Fellow des National Endowment for the Humanities ausgezeichnet und war 1978/79 Guggenheim Fellow. 1998 ehrte ihn die Deutsche Thomas Mann-Gesellschaft mit ihrer Thomas-Mann-Medaille für außergewöhnliche Beiträge zur Thomas-Mann-Forschung.

## Werke
- George, Hofmannsthal und Rilke: Ihr Selbstverständnis als Dichter. Kiel, Phil. F., Diss. v. 5. März 1952
- Thomas Mann – Fiktion, Mythos, Religion. Stuttgart; Berlin; Köln; Mainz: Kohlhammer 1965 (= Sprache und Literatur 27)
- Struktur und Sprachmagie: Zur Methode der Lyrik-Interpretation. Stuttgart; Berlin; Köln; Mainz: Kohlhammer 1966 (= Sprache und Literatur 36)

2. Auflage 1972, ISBN 978-3-17-234041-9
- Thomas-Mann-Forschung: Ein Bericht. Stuttgart: Metzler 1969 (= Referate aus der Deutschen Vierteljahrsschrift für Literaturwissenschaft und Geistesgeschichte), ISBN 978-3-476-98874-4
- Geschichte der deutschen Literatur vom Jugendstil zum Expressionismus. Stuttgart: Reclam 1978, ISBN 978-3-15-010275-6 (= Geschichte der deutschen Literatur von den Anfängen bis zur Gegenwart 5) (= Reclams Universal-Bibliothek Nr. 10275)

2. Auflage 1996, ISBN 3-15-009499-2 (= Reclams Universal-Bibliothek Nr. 9499)
- mit Paul Michael Lützeler und Gerhild S. Williams (Hrsg.): Zeitgenossenschaft. Zur deutschsprachigen Literatur im 20. Jahrhundert. Festschrift für Egon Schwarz zum 65. Geburtstag. Frankfurt/Main: Athenäum 1987, ISBN 3-610-08921-0
- mit Peter C. Pfeiffer (Hrsg.): Thomas Mann's Doctor Faustus: a novel at the margin of modernism. Columbia, SC: Camden House 1991, ISBN 0-938100-73-4 (= Studies in German literature, linguistics and culture 49)
- mit Eva Wessell: Nihilismus der Menschenfreundlichkeit: Thomas Manns "Wandlung" und sein Essay Goethe und Tolstoi. Frankfurt am Main: Klostermann 1991, ISBN 978-3-465-02516-0 (= Thomas-Mann-Studien 9)
- mit Eva Wessell (Hrsg.): A companion to the works of Thomas Mann. Rochester, NY; Woodbridge, Suffolk: Camden House 2004, ISBN 1-571-13219-8 (= Studies in German literature, linguistics and culture)
- (Hrsg.): Thomas Mann: Essays VI: 1945-1950. (= Große Kommentierte Frankfurter Ausgabe 19) Frankfurt: Fischer 2009.
- Thomas Mann. Die frühen Jahre: Eine Biographie. Göttingen: Wallstein Verlag 2020, ISBN 978-3-8353-3666-7 (Hardcover), ISBN 978-3-8353-4482-2 (E-Book)